# Lipótfalva
Lipótfalva (németül: Loipersdorf im Burgenland) Lipótfalva-Kicléd településrésze, egykor önálló község Ausztriában, Burgenland tartományban, a Felsőőri járásban.

## Fekvése
Pinkafőtől 6 km-re nyugatra a régi magyar határ mellett fekszik, ma Lipótfalva-Kicléd északi részét képezi.

## Története
Alapítása a 13. század végére tehető, nevét valószínűleg alapítójáról, egy bizonyos Luitpoldról kapta. Első írásos említése 1334-ben „Lipotfalva” alakban történt, akkor a Köveskuti család birtoka volt. A 15. században a szalónaki uradalom részeként, Baumkirchner András birtokaként tűnik fel. 1527-ben I. Ferdinánd király szolgálataiért Batthyány Ferencnek adományozta és ezután a család birtoka maradt. 1532-ben elpusztította a török. Lakói 1580 körül evangélikusok lettek, de a 17. század első felében nagyrészt visszatértek a katolikus hitre. 1652-ben Lipótfalva Batthyány Ádám birtoka, katolikus lakossága a szomszédos Kicléd plébániájához tartozott. A megmaradt evangélikusok a türelmi rendeletet követően az alhói plébániához tartoztak. A századfordulón megindult az iskolai oktatás a faluban. Ekkor építették az iskola előtt álló fa haranglábat is. 1652 és 1726 között a stájer Rindmaul család zálogbirtoka volt. 1750-től a rohonci uradalomhoz tartozott. 1848-ban a jobbágyfelszabadítás elhozta a Batthyány családtól való függetlenséget a községnek. Az evangélikus iskola és imaház 1902-ben épült fel.
Vályi András szerint " LIPOLDFA. Loipersdorf. Német falu Vas Várm. földes Ura G. Batthyáni Uraság, lakosai katolikusok, fekszik Kiczládhoz nem meszsze, és annak filiája, határja középszerű. " 
Fényes Elek szerint " Loipersdorf (Lipotfa), német falu, Vas vármegyében, Pinkafőhöz nyugotra 1 1/2 óra, 263 kath., 425 ágostai lak., derék erdővel. F. u. gr. Batthyáni Gusztáv. Ut. p. Kőszeg. " 
Vas vármegye monográfiája szerint " Lipótfalva, stájerhatárszéli község, 137 házzal és 842 r. kath. és ág. ev. vallású, németajkú lakossal. Postája Kiczléd, távírója Pinkafő. A faluban azelőtt üveggyár is volt, melyet később vashámorrá alakítottak át."
1910-ben 913, többségben német lakosa volt, jelentős cigány kisebbséggel. A trianoni békeszerződésig Vas vármegye Felsőőri járásához tartozott. 1921-ben Ausztria Burgenland tartományának része lett. 1955 után indult gyors fejlődésnek. 1971-ben Lipótfalvát és Kiclédet egyesítették. 1976-ban épült új iskolaépülete.

## Nevezetességei
- Evangélikus imaháza 1902-ben épült a közepén toronnyal.